# Lijst van voetbalinterlands Bangladesh - Laos
Deze lijst van voetbalinterlands is een overzicht van alle officiële voetbalinterlands tussen de nationale teams van Bangladesh en Laos. De landen hebben tot op heden vier keer tegen elkaar gespeeld. De eerste ontmoeting, een kwalificatiewedstrijd voor de Azië Cup 2004, werd gespeeld in Hongkong op 27 maart 2003. Het laatste duel, een kwalificatiewedstrijd voor het Wereldkampioenschap voetbal 2022, vond plaats op 11 juni 2019 in Dhaka.

## Wedstrijden
| № | Plaats    | Datum          | Competitie                 | Wedstrijd         | Uitslag |
| - | --------- | -------------- | -------------------------- | ----------------- | ------- |
| 1 | Hongkong  | 27 maart 2003  | Azië Cup 2004 kwalificatie | Laos − Bangladesh | 2 − 1   |
| 2 | Sylhet    | 1 oktober 2018 | Vriendschappelijk          | Bangladesh − Laos | 1 − 0   |
| 3 | Vientiane | 6 juni 2019    | WK 2022 kwalificatie       | Laos − Bangladesh | 0 − 1   |
| 4 | Dhaka     | 11 juni 2019   | WK 2022 kwalificatie       | Bangladesh − Laos | 0 − 0   |

## Samenvatting
| Competitie            | Totaal gespeeld | Winst Bangladesh | Gelijk | Winst Laos | Doelsaldo Bangladesh – Laos |
| --------------------- | --------------- | ---------------- | ------ | ---------- | --------------------------- |
| WK-kwalificatie       | 2               | 1                | 1      | 0          | 1 − 0                       |
| Azië Cup-kwalificatie | 1               | 0                | 0      | 1          | 1 − 2                       |
| Vriendschappelijk     | 1               | 1                | 0      | 0          | 1 − 0                       |
| Totaal                | 4               | 2                | 1      | 1          | 3 − 2                       |

Wedstrijden bepaald door strafschoppen worden, in lijn met de FIFA, als een gelijkspel gerekend.
BFF · Bengaals vrouwenelftal
Afghanistan ·
Algerije ·
Australië ·
Bahrein ·
Bhutan ·
Bosnië en Herzegovina ·
Burundi ·
Cambodja ·
China ·
Filipijnen ·
Guam ·
Hongkong ·
India ·
Indonesië ·
Iran ·
Japan ·
Jemen ·
Joegoslavië ·
Jordanië ·
Kirgizië ·
Koeweit ·
Laos ·
Libanon ·
Macau ·
Malawi ·
Malediven ·
Maleisië ·
Mongolië ·
Myanmar ·
Nepal ·
Noord-Korea ·
Oezbekistan ·
Oman ·
Pakistan ·
Palestina ·
Qatar ·
Saoedi-Arabië ·
Seychellen ·
Singapore ·
Soedan ·
Sri Lanka ·
Syrië ·
Tadzjikistan ·
Taiwan ·
Thailand ·
Turkmenistan ·
Verenigde Arabische Emiraten ·
Vietnam ·
Zuid-Korea ·
Zuid-Vietnam
LFF · 
A-internationals · 
Laotiaans vrouwenelftal
1960 – 1969 · 
1970 – 1979 · 
1980 – 1989 · 
1990 – 1999 · 
2000 – 2009 · 
2010 – 2019 ·
2020 − 2029
Afghanistan ·
Bangladesh ·
Bhutan ·
Brunei ·
Cambodja ·
China ·
Filipijnen ·
Guam ·
Hongkong ·
India ·
Indonesië ·
Iran ·
Jordanië ·
Kazachstan ·
Koeweit ·
Lesotho ·
Libanon ·
Macau ·
Malediven ·
Maleisië ·
Mongolië ·
Myanmar ·
Nepal ·
Oman ·
Oost-Timor ·
Qatar ·
Saoedi-Arabië ·
Singapore ·
Sri Lanka ·
Syrië ·
Taiwan ·
Thailand ·
Turkmenistan ·
Verenigde Arabische Emiraten ·
Vietnam ·
Zuid-Korea ·
Zuid-Vietnam